# Coriachi
I coriachi o coriacchi sono un gruppo etnico asiatico che vive nell'omonimo circondario, nell'estremo oriente della Russia, lungo le coste sul mare di Bering, a sud del fiume Anadyr' e nelle regioni immediatamente a nord della penisola di Kamčatka. Sono correlati al gruppo dei Ciukci, per l'aspetto fisico e per i modi di vita. Sono correlati anche agli itelmeni.
La lingua coriaca è linguisticamente molto vicina alla lingua ciukcia. Queste due lingue fanno parte della famiglia delle lingue ciukotko-kamciatke.

## La vita dei coriachi nei primi anni del XX secolo
Nei primi anni del XX secolo i coriachi erano divisi in comunità di pescatori e gruppi di nomadi cacciatori ed allevatori. Mentre i primi erano molto poveri, i secondi possedevano enormi quantità di bestiame al quale erano così attaccati che rifiutavano di venderli o di scambiarli con genti straniere a qualsiasi prezzo.
Dopo aver resistito alle aggressioni russe, lottarono contro i Cosacchi. Quando diventavano troppo deboli numericamente uccidevano donne e bambini e incendiavano le loro dimore prima di morire combattendo. I nuclei familiari solitamente si riunivano in gruppi di sei o sette unità, dando vita a realtà indipendenti, nelle quali il capo nominale non aveva alcuna autorità predominante, ma dove tutti erano uguali. Gli individui maschi erano solitamente poligami e ottenevano la mano delle spose lavorando per i suoceri. Le donne ed i bambini godevano di un'ottima considerazione e la cortesia e l'ospitalità di questo popolo erano proverbiali.

## Popolazione
Secondo il censimento del 2002 vi erano 8.743 coriachi in Russia.